# Charlie Parker with Strings
Charlie Parker with Strings: The Master Takes è un album compilation del musicista jazz Charlie Parker, pubblicato dalla Verve Records nel gennaio 1995. L'album è costituito da una selezione di incisioni in studio pubblicate originariamente in due LP negli anni cinquanta dalla Mercury Records. Le sessioni vedevano la musica di Parker immersa in un contesto atipico, il suono del suo sax è accompagnato da una sezione orchestrale d'archi e da una sezione ritmica jazz, invece che del suo abituale quintetto bebop. Anche grazie a degli arrangiamenti dei brani molto sdolcinati e commerciali, quindi più appetibili al pubblico mainstream dell'epoca, questi dischi furono i maggiori successi commerciali in vita per Parker, e nel 1988 sono stati ammessi alla Grammy Hall of Fame.

## Il disco
Sotto gli auspici del produttore Norman Granz, Parker esaudì un suo antico desiderio di registrare insieme ad una sezione d'archi di stampo classico. Venne quindi pianificato di pubblicare i brani incisi in una serie di album chiamati "With Strings" ("Con gli archi"). Le sedute in studio del 30 novembre 1949 diedero origine al primo album intitolato Charlie Parker With Strings (Mercury MG-35010), costituito da 6 tracce in totale, tutti celebri standard di musica statunitense.
Il successo riscosso dal primo album portò ad altre sessioni aggiuntive in studio il 5 luglio 1950, risultanti in un altro LP intitolato sempre Charlie Parker With Strings (Mercury MGC-109), consistente in otto tracce, anche qui tutti standard musicali.
Nel 1995, la Verve Records ristampò queste quattordici tracce in formato compact disc, includendo altri dieci brani come bonus track. Cinque di essi provengono da un concerto alla Carnegie Hall tenuto da Parker il 17 settembre 1950; quattro da una sessione in studio del gennaio 1952, e l'ultima dalla limited edition dell'album The Jazz Scene di Granz registrato alla Carnegie Hall nel dicembre 1947 con Neal Hefti.

## Critica
Alcuni esperti, criticando la troppa melensaggine degli arrangiamenti dei brani, avanzarono l'ipotesi che i dirigenti della Mercury avessero esercitato una qualche forma di pressione su Parker affinché registrasse degli standard, piuttosto che le sue composizioni originali, in modo da poter ottenere un maggiore riscontro commerciale. Altre fonti biografiche indicano invece che Parker abbia volutamente inciso tali brani escludendo i suoi classici bebop di maggior difficoltà all'ascolto. Nonostante questo, le incisioni "orchestrali" di Parker fecero scuola tra i jazzisti dell'epoca, e iniziarono ad essere pubblicati album sulla falsariga di quelli di "Bird": si vedano per esempio Clifford Brown with Strings del 1955, Lady in Satin di Billie Holiday del 1958, e Focus di Stan Getz del 1961, tra i tanti.

## Tracce

### Charlie Parker with Strings(Mercury MG-35010)

#### Lato 1
1. Just Friends (John Klenner, Sam M. Lewis) – 3:30
2. Everything Happens to Me (Tom Adair, Matt Dennis) - 3:15
3. April in Paris (Vernon Duke, E.Y. Harburg) – 3:12

#### Lato 2
1. Summertime (George Gershwin, Ira Gershwin, DuBose Heyward) – 2:46
2. I Didn't Know What Time It Was (Richard Rodgers, Lorenz Hart) – 3:12
3. If I Should Lose You (Ralph Rainger, Leo Robin) - 2:46

- Charlie Parker - sassofono contralto; Mitch Miller - oboe; Bronislaw Gimpel, Max Hollander, Milton Lomask - violini; Frank Brieff - viola; Frank Miller - violoncello; Myor Rosen - arpa; Stan Freeman - pianoforte; Ray Brown - contrabbasso; Buddy Rich - batteria; Jimmy Carroll - arrangiamenti e direzione d'orchestra

### Charlie Parker with Strings(Mercury MGC-109)

#### Lato 1
1. Dancing in the Dark (Arthur Schwartz, Howard Dietz) - 3:10
2. Out of Nowhere (Johnny Green, Edward Heyman) - 3:06
3. Laura (David Raksin, Mercer) - 2:57
4. East of the Sun (and West of the Moon) (Brooks Bowman) - 3:37

#### Lato 2
1. They Can't Take That Away from Me (G. Gershwin, I. Gershwin) - 3:17
2. You'd Be So Easy to Love (Cole Porter) - 3:29
3. I'm in the Mood for Love (Jimmy McHugh, Dorothy Fields) - 3:33
4. I'll Remember April (Gene DePaul, Pat Johnson, Don Raye) - 3:02

- Parker - sax alto; Joseph Singer - corno francese; Eddie Brown - oboe; Sam Caplan, Howard Kay, Harry Melnikoff, Sam Rand, Zelly Smirnoff - violins; Isadore Zir - viola; Maurice Brown - violoncello; Verley Mills - arpa; Bernie Leighton - pianoforte; Brown - contrabbasso; Rich - batteria; Joe Lipman - arrangiamento e direzione d'orchestra; anonimo - xilofono e basso tuba

### Charlie Parker with Strings: The Master Takes(Verve 314523984-2)
1. Just Friends - 3:30
2. Everything Happens to Me - 3:15
3. April In Paris - 3:06
4. Summertime - 2:46
5. I Didn't Know What Time it Was - 3:15
6. If I Should Lose You - 2:46
7. Dancing in the Dark - 3:10
8. Out of Nowhere - 3:20
9. Laura - 2:59
10. East of the Sun (And West of the Moon) - 3:38
11. They Can't Take That Away From Me - 3:17
12. Easy to Love - 3:29
13. I'm In the Mood For Love - 2:50
14. I'll Remember April - 3:09

#### Bonus Track ristampa CD 1995
1. What Is This Thing Called Love? (Porter) - 2:55
2. April in Paris (Duke, Harburg) - 3:13
3. Repetition (Neal Hefti) - 2:48
4. You'd Be So Easy to Love (Porter) - 2:25
5. Rocker (Gerry Mulligan) - 3:00

- Parker - sax alto; Tommy Mace - oboe; Sam Caplan, Ted Blume, Stan Karpenia - violini; Dave Uchitel - viola; Wallace McManus - arpa; Al Haig - pianoforte; Tommy Potter - contrabbasso; Roy Haynes - batteria; anonimo - violoncello

1. Temptation (Nacio Herb Brown, Arthur Freed) - 3:31
2. Lover (Richard Rodgers, Lorenz Hart) - 3:06
3. Autumn in New York (Vernon Duke) - 3:29
4. Stella by Starlight (Victor Young, Ned Washington) - 2:56

- Parker - sassofono alto; Al Porcino, Chris Griffin, Bernie Privin - tromba; Will Bradley, Bill Harris - trombone; Murray Williams, Toots Mondello - sassofono; Hank Ross - sassofono tenore; Stan Webb - sassofono baritono; Artie Drelinger - legni; Caplan, probabilmente Sylvan Shulman e Jack Zayde - violini; Mills - arpa; Lou Stein - pianoforte; Bob Haggart - contrabbasso; Don Lamond - batteria; Joe Lipman - arrangiamento e direzione; anonimo - legni, violini, viola, e violoncello